# 日本航空123號班機空難
日本航空123號班機空难是一趟由東京國際機場飛往大阪國際機場的日本國內線航班，1985年8月12日，一架執行該航班的波音747客機（註冊編號：JA8119）在起飞12分钟後发生严重结构失效和爆炸性减压。飞机在最低控制状态下飞行32分钟後，最終墜毀在距離東京以西100公里（62英里；54海里）的群馬縣高天原山地區。
該飛機採用高密度座位配置，共載有524人。此次事故導致機上509名乘客和15名機組人員中，除4名乘客外全部罹難。據估計，最初的事故中有20至50名乘客倖存，但大部分因傷勢严重在等待救援數小時後死亡。這起事故是歷史上涉及單一飛機的空難中死傷人數最多者，也是航空史上第二大嚴重空難。
事後，日本航空、鐵道事故調查委員會在美國國家運輸安全委員會的協助下，調查得出結論認為，結構故障源自七年前波音技術人員對機尾擦地事件的維修不當。導致事發快速減壓時撕裂了大部分尾翼，並使所有機載液壓系統失效，進而使飛機的飛行控制裝置失靈。這起事故引發了加強航空安全和事故對策的運動，包括建立安全推廣中心，同時被認為是航空安全措施的重要教訓。

## 概要
日本航空123號班機是一班定期航班，從東京國際機場（羽田機場）飛往大阪國際機場（伊丹機場）。在事故發生當天，該航班於當地時間18時12分自羽田機場起飛。當航班飛越伊豆半島南部東海岸時，下午18時24分，約11噸的前向外力作用導致機體後部的壓力壁面板破損，導致垂直尾翼和輔助動力裝置脫落，這令油壓操縱系統完全失效，使飛機陷入失控。在經歷了一段迷航飛行後，飛機於下午18時56分28秒墜毀在群馬縣多野郡上野村，的距離東京約100公里的高天原山山脊（該地也被叫做御巢鷹之山脊（實為高天原山的山脊））上。
在日本當地的搜救工作出现嚴重延誤的情况下，機組人員和乘客共524人中，有520人遇難，僅4人在飛機失事17小時後生還：包括一名未執勤的空服員、一對母女及一個12歲女孩。截至2024年，這起事故是單機航空事故中死亡人數最多的一次（在涉及兩架或更多飛機的事故中，1977年3月的特內里費空難的死亡人數最多，共583人）。由於由於失事的波音747SR型是日本國內線專用的短程高承載型客機、又採取非常高比例的經濟艙座位配置，載客人數遠高於一般同級客機，再加上事故發生時正值傍晚高峰和盂蘭盆節回鄉高峰，造成了包括知名人士在內的許多罹難者，對當時的日本社會產生了重大衝擊。這次事故通常被稱為「日航客機墜落事故」或「日航巨無霸客機墜落事故」（日航ジャンボ機墜落事故）。
1987年6月19日，運輸省航空、鐵道事故調查委員會（以下簡稱事故調查小組）公佈了事故調查報告。事故調查小組推測，事故的原因是由於1978年6月2日在伊丹機場發生的「機尾碰撞事故」後，波音公司對壓力壁面板的不當修理導致了其破損。
由於事故原因有許多疑問和不同說法，事故調查小組的繼任者運輸安全委員會（JTSB），在報告公佈24年後的2011年7月29日，發布了事故調査報告書解説書。

## 涉事航機

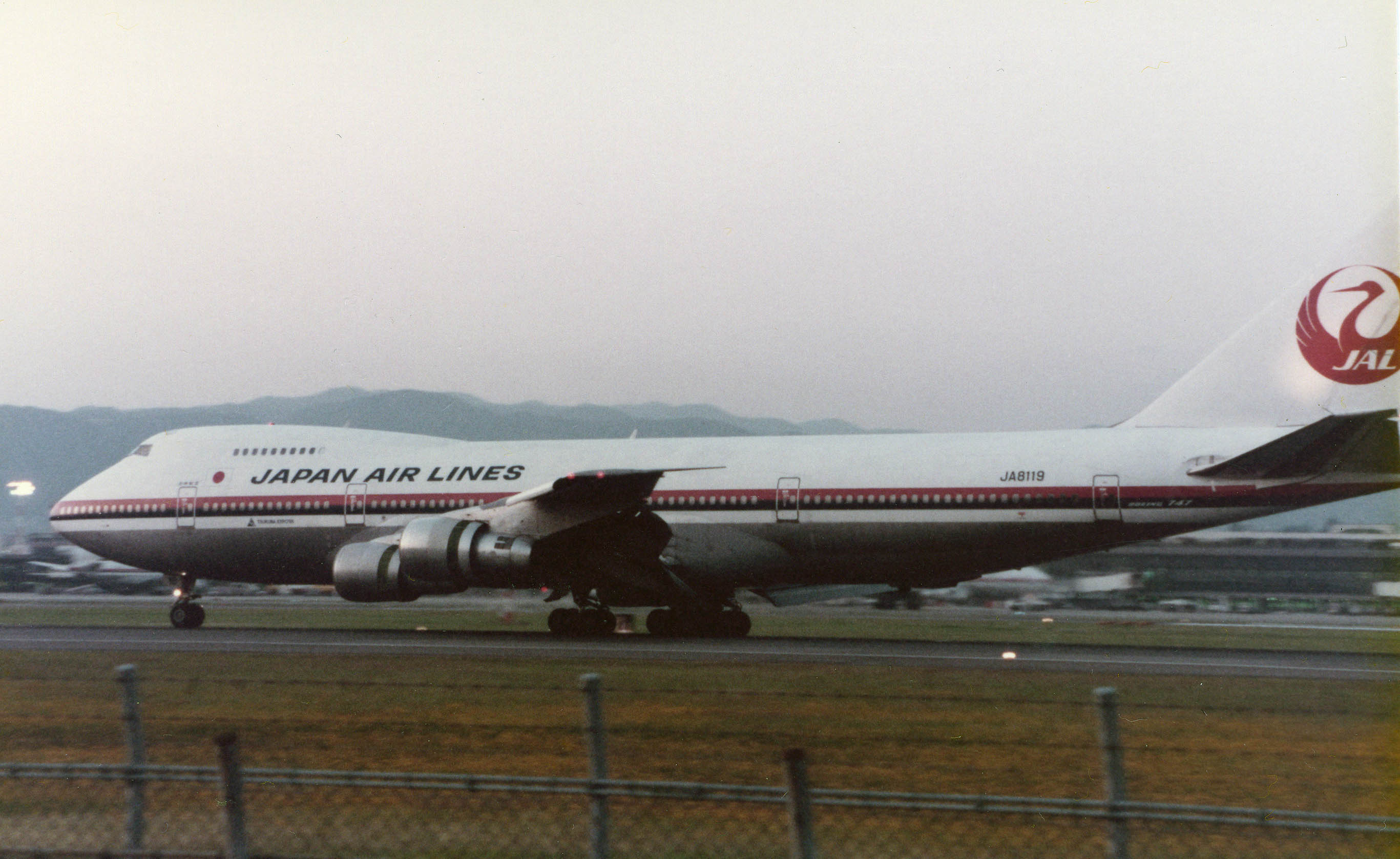
事故機，1984年攝於大阪國際機場

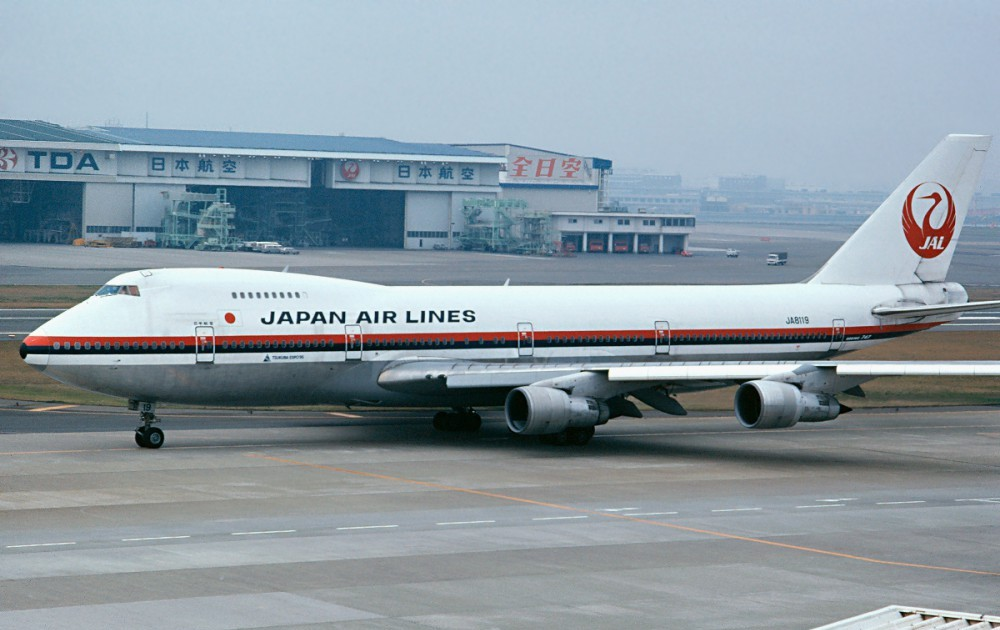
事故機，1984年攝於東京國際機場

失事客機的機型為波音747SR-46（機身編號：JA8119，製造編號：20783）於1974年1月30日製造，同年2月19日交付給日本航空，並於1985年8月19日註銷註冊。總飛行時間為25,030小時18分鐘，總飛行次數為18,835次。
涉事飛機為日本航空史上唯一一架因空難而註銷編號的波音747客機。

### 機尾碰撞事故
1978年6月2日，在大阪伊丹機場著陸時，該機體尾部與跑道接觸發生了事故。事故修理後的飛行時間為16,195小時59分鐘，飛行次數為12,319次。

### 事故前狀況
在事故發生前的1985年2月，JA8119曾發生了28起客艙後部化妝室門的故障，其中20起發生在飛往關島的航班（伊丹-關島航線）。故障原因是客艙後部的更衣室放置了客艙服務用品，經過對更衣室下方禁止搭載物品的嚴格執行後，這起故障得到了解決。然而，事故調查小組指出，無法排除前述的機尾碰撞事故引起的機體變形導致故障的可能性。此外，根據123號班機的前一航班（366班機福岡→羽田）的乘客證言，表示曾從機艙下方聽到「吱吱」或「咯吱」的聲音。

### 機組人員
航班的機組人員共15人，由經驗豐富的航空專業人士組成，包括機長、副機長和飛航工程師，他們在事故發生時執行了各自的職責。通常情況下，機長坐在操縱方向的左座位，副機長坐在右邊座位。然而，由於當天正進行副機長晉升訓練，座位位置被調整為副機長坐在機長座位的位置。年齡及總飛行時間計至事發前：
駕駛艙
- 機長：高濱雅己（日语：高濱雅己）（49歲）來自宮崎縣，是資深的運航部門指導教官。他於1966年12月1日加入日本航空，其飛行經驗涵蓋了從海上自衛隊[9][10]到富士航空、日本國內航空，最後成為日本航空的飛行員。高濱的總飛行時間為12,423小時41分鐘，包括波音747共4,842小時22分鐘的飛行時間。他擁有YS-11、波音727和DC-8等多種飛機的執飛資格。在事故當天是第一次執飛，主要負責副機長的指導和無線電通訊。[報告書 5]
- 副機長：佐佐木祐（39歲）來自熊本縣，波音747的機長升格訓練生。佐佐木於1970年4月18日加入日本航空，總飛行時間為3,963小時34分鐘，其中波音747的飛行時間為2,665小時30分鐘。除了波音747，他還具有道格拉斯DC-8的執飛資格，並曾以機長身份執飛。事故當天，佐佐木在執行完另一架飛機的任務後轉乘JA8119，並坐在機長座位進行訓練，負責飛機操控和對機組人員的指示。[報告書 5]
- 飛航工程師福田博（46歲）來自山梨縣，工程部門教官。他於1957年4月1日加入日本航空，擁有9,831小時3分鐘的總飛行時間，其中B747的飛行時間為3,846小時31分鐘。福田除了波音747外，還具備道格拉斯DC-6、波音727和DC-8的執飛資格。事故當天，福田在JA8119上執飛往返羽田與福岡的JAL363/366號班機，並在123號班機上負責飛機的維護檢查。[報告書 5]

事故發生後，三名機組人員因專業表現獲得了航空公司飞行员协会国际联合会頒發的北极星奖。
空中乘务员
- 座艙長波多野純（39歲，總飛行時間10,225小時）及女性空服員11人。[報告書 5]

## 事故經過

JAL115班機尾翼觸地示意圖

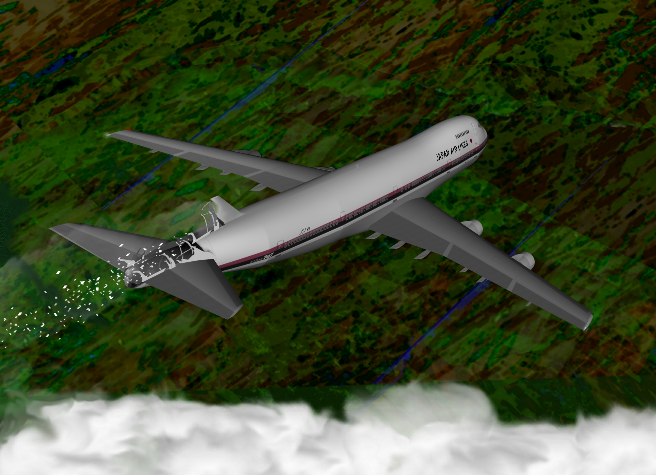
失事時垂直尾翼損毀示意圖

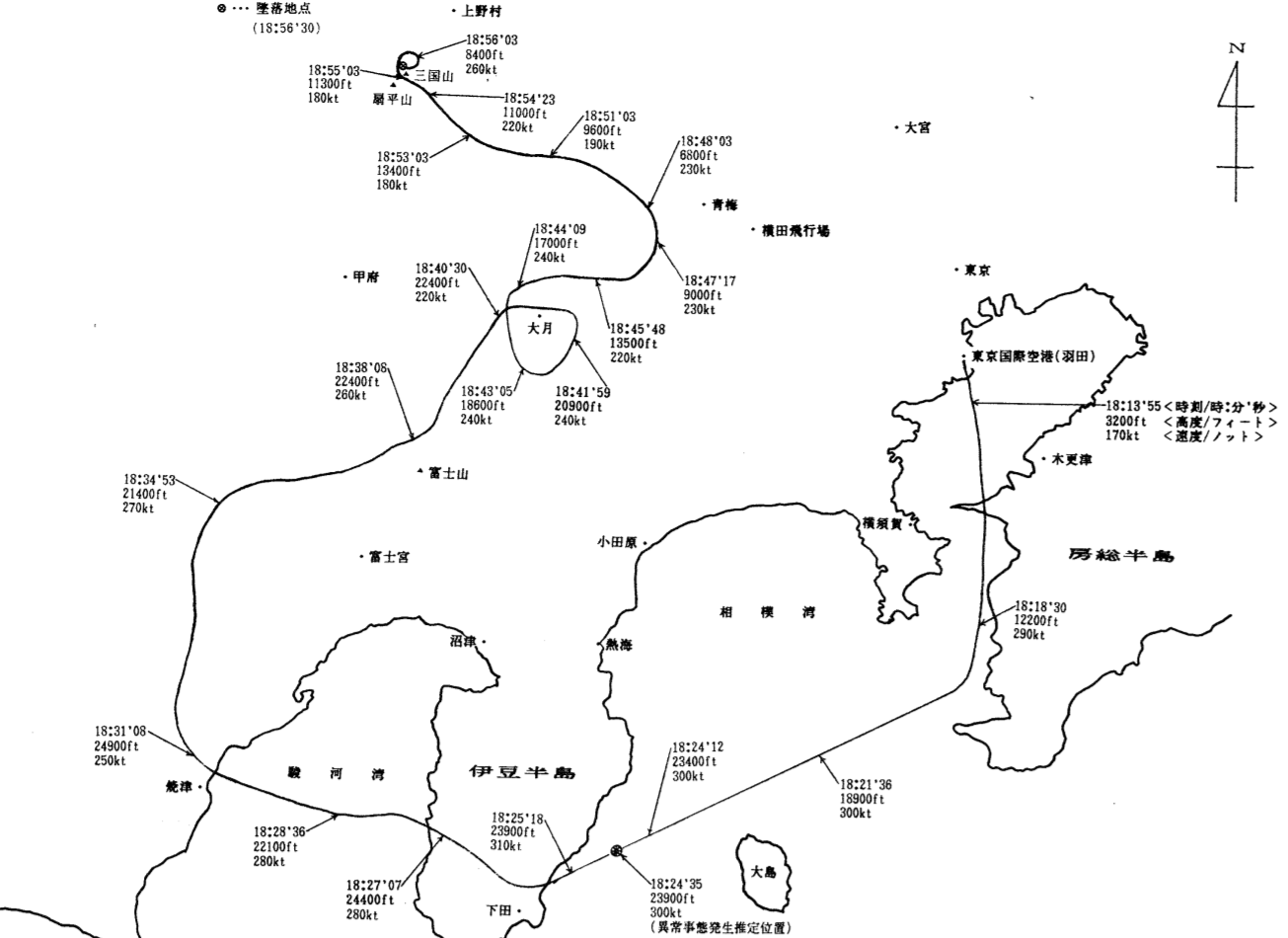
JAL123飛行路線圖

### 事故背景
時值夏末，數以百萬計的日本人正要返鄉歡慶盂蘭盆節。日本人傳統上在此時回出生地拜祭祖先、同時和家人團聚，因此每年均有大量的返鄉運輸需求，且位於羽田機場81公里外的筑波市正舉行世界博覽會（羽田機場為當時筑波市最近的國內線機場），使得客量進一步增加。而在盂蘭盆節的情況下，該班機的乘客大多為日本籍，但也有21名外國人。乘客共509人，登機方式並非由空橋登機，而是從一樓的候機室徒步走到升起的登機梯登機的。

### 事故細節

#### 失事客機
編號JA8119的這架波音747SR客機（總飛行次數：約18,800次）當天預定飛行六個航班，包括：
- JAL503/504往返（東京羽田機場往返札幌千歲機場）[註 5]
- JAL363/366[註 6]（東京羽田機場往返福岡機場）
- JAL123/130（東京羽田機場往返大阪伊丹機場）

出事的JAL123航班為這架飛機當天預定飛航的第五個航班，到達大阪後折返的JAL130班機為是當天最後的一班大阪往羽田班次，因此當時自羽田起飛的JA123機上共搭載了能夠飛行3小時15分鐘的燃料，足夠直接返航而不需在大阪補給。
JAL123航班的飛行计划為：18時00分自羽田國際機場起飛，起飛後爬升至24,000呎後向西南方向直飛，到達伊豆大島後轉向朝西方直線飛行，直至和歌山縣串本町上空後以順時針方向繞行約135度之後朝東北方進場，預計18時56分到達伊丹機場。
| JAL123號班機乘員國籍 | JAL123號班機乘員國籍 | JAL123號班機乘員國籍 | JAL123號班機乘員國籍 |
| 國籍                 | 乘客                 | 機員                 | 合計                 |
| -------------------- | -------------------- | -------------------- | -------------------- |
| 日本                 | 488                  | 15                   | 503                  |
| 中国                 | 1                    | 0                    | 1                    |
| 西德                 | 1                    | 0                    | 1                    |
| 義大利               | 2                    | 0                    | 2                    |
| 印度                 | 3                    | 0                    | 3                    |
| 英屬香港             | 4                    | 0                    | 4                    |
|                      | 3                    | 0                    | 3                    |
| 英国                 | 1                    | 0                    | 1                    |
| 美国                 | 6                    | 0                    | 6                    |
| 合計                 | 509                  | 15                   | 524                  |

### 事故發生前
- 18時04分：機組成員以及乘客共524人登機完畢，但滑行道有另外的班機滑行而在預定時間後4分鐘出發。[註 7]
- 18時12分：JAL123從羽田機場的18號停機坪駛至15L跑道後滑行起飛。

### 事故發生時與地面的通訊及班機狀況
以下內容是基於航空事故調查委員會所發佈的事故調查報告所列舉的黑匣子錄音。
- 18時24分35秒：JAL123起飛12分鐘後，在相模灣爬升至巡航高度24,000英尺（7,300米）時突然發生巨響，機艙內發生爆炸性減壓，導致機尾洗手間天花板崩塌及液壓系統故障，事後調查顯示此時垂直尾翼更有一大半損毀脫離，客艙內的氧氣面罩直接落下，並開始播放預先錄製的廣播。巨響發生後，機長立刻解除自動駕駛並要求駕駛艙成員檢查各系統，雖然引擎和電力系統正常運作，但飛航工程師回報液壓系統壓力開始下降，機長最終決定返回羽田機場。
- 18時24分42秒：JAL123調整應答機編碼識別號碼為7700，宣佈班機發生緊急狀況，信號被位於埼玉縣所澤市的東京航空交通管制部（以下稱TACC）接收。之後高濱雅己機長透過無線電向TACC確認發生緊急狀況，並要求返回羽田機場，TACC告知准許。JAL123在飛至伊豆大島上空時請求雷達導引，TACC詢問迴旋方向，機長希望向右迴旋，羽田機場開始準備迎接迫降；這時駕駛艙內機長詢問副機長是否能恢復控制，副機長表示不能，因此本機至墜毀為止持續發出艙內失壓警報與出現起伏運動和飄擺的失控狀況，可從飛行紀錄中持續出現的「機頭下壓」、「機頭朝上」得知。
- 18時27分02秒：TACC確認JAL123宣佈發生緊急狀況，機長回覆確認。但TACC繼續詢問出現的問題時機長並沒有回答，因此TACC向日航本社通知JAL123發生緊急狀況，此時機內液壓系統已全部失效。
- 18時28分30秒：TACC在指示JAL123向正東方向飛行時被告知無法控制飛機，這是TACC第一次確認JAL123無法控制。
- 18時31分14秒：TACC向JAL123提出就近於名古屋迫降的方案，但JAL123要求返回羽田；同時TACC為順利指引JAL123，向機長告知可進行日語通訊，因此之後的通訊內容有部分使用了日語；飛航工程師收到了空服員「客艙置物空間損毀」的報告。
- 18時33分：日航本社利用社內無線電嘗試向JAL123取得聯絡；飛航工程師在客機進行緊急下降的同時向正副機長提出戴上氧氣面罩的請求。
- 18時35分33秒：JAL123向日航本社告知R5門（機體右側尾門）破損後，發出了緊急下降的請求，日航本社表示確認狀況。
- 18時40分44秒：TACC為了和JAL123有更好的通訊品質，為JAL123準備了特定的無線電頻率，並要求JAL123改變通訊頻率，但無人回應。此時JAL123正利用重力拋甩放下起落架，放下起落架是因為機長向塔台請求迫降至鄰近機場，而塔臺也通報了當時美國駐日本橫濱的空軍基地，橫濱空軍基地也同意該班機緊急迫降，所以123班機從富士山東麓北上並在山梨縣大月市上空進行了向右急迴旋，高度從22,000英尺（6,700米）降15,000英尺（4,600米）至6,000英尺（1,800米）並成功往羽田方向飛行，但在埼玉縣上空因風勢而被迫左迴旋往群馬縣山區方向飛行；同時在東京都奧多摩町，有民眾拍下了失去垂直尾翼的JAL123照片，這張照片也成為了JAL123失事前的最後圖像記錄。
- 18時41分54秒：為避免影響指示，JAL123以外的所有飛機均被要求改變通訊頻率，但仍有一架使用正常頻率繼續通訊的飛機繼續接受TACC引導。
- 18時45分36秒：監聽到無線電的駐日美軍橫田基地（RAPCON）為幫助JAL123，指示其改變為美軍指定的頻率，JAL123回答「失控」。TACC提出聯絡東京進近塔台（羽田機場入場管制無線電），但JAL123拒絕。
- 18時47分10秒：JAL123請求雷達導引至千葉縣木更津市，TACC指示往正東飛行，並詢問「能否操縱飛機」，JAL123回答「失控」（Uncontrolable）。之後TACC要求改變通訊頻率，JAL123表示收到。
- 18時48分54秒：記錄到機長慌亂的呼吸聲，但沒人說話。
- 18時49分：日航利用社內無線電呼叫JAL123達三分鐘，無人回應。
- 18時53分30秒：TACC與JAL123取得聯絡，JAL123號班機在無線電中稱飛機「失控」。TACC與RAPCON聯絡，RAPCON告知橫田基地已經開始做迫降的準備。TACC通知JAL123聯絡東京進近塔台，JAL123表示收到。
- 18時54分25秒：日航使用社內無線電聯絡JAL123。JAL123請求目前位置，TACC回答其處在羽田西北方55英里（89公里），熊谷正西方25英里（40公里）。
- 18時55分05秒：東京進近塔台以日語告知JAL123羽田機場和橫田基地均做好了迫降的準備，飛航工程師回答「收到」。這是JAL123號班機最後的通訊記錄，東京進近塔台在之後詢問JAL123未來動向時已無法獲得聯繫。
- 18時56分：東京進近塔台以及RAPCON均嘗試聯絡JAL123，無人回應。
- 18時56分14秒：機內的近地警告系統啟動。
- 18時56分23秒：機體右主翼1號引擎也在此時與後半部接觸到樹木後斷裂脫落，機首角度大幅朝下並開始向右傾斜。
- 18時56分26-28秒：機體後半部接觸地面並開始解體（剩餘的垂直尾翼與右主翼3和4號引擎於此時脫落）滑落至山谷，前半部也以機首朝下的狀態大幅度向右翻轉。
- 18時56分30秒：JAL123雖經正副機長及飛航工程師的努力，仍以速度346節（641公里每小時），高度8,400英尺（2,600米）的狀態於群馬縣高天原山山脊翻轉墜毀，引發巨大火勢。
- 18時57分：橫田RAPCON通知JAL123：「貴機位於橫田西北方35英里（56公里），橫田基地為最優先着陸場地」，東京進近塔台聯絡JAL123請求改變無線電頻率，但JAL123已經墜毀。

### 客舱内的情况
客機起飛12分鐘後，客舱内突然發生巨響，氧气面罩直接落下，并开始播放录音，乘客们也按指示戴上氧气面罩、繫上安全带；另外，因為可能海上迫降，部分乘客穿上了救生衣；同時波多野座艙長也透過機內廣播指示所有空服員準備氧氣瓶。根据生還者的證詞，客舱内没有混乱，非常平静，带小孩的乘客根据提示为孩子戴好氧气面罩。之後乘客皆以「安全姿勢」因應迫降後所帶來的衝擊，由於班機自意外发生到坠毁有半小时以上的时间，這段期間內已有部分乘客抱有最壞的心理準備，在机上写下了遗书。
生還的未執勤空服員表示「機上的空服員到最後一刻為止都在協助乘客」，從機尾回收的飛航記錄器也指出機內不停播放「有孩童隨行的乘客請抱緊小孩」、「隨時確認身邊週遭狀況」與「迫降時的對應方式」等等的廣播，另外還有執勤空服員所書寫的緊急狀況對應筆記，以及乘客用相机所拍下的当时机舱内的情景，这些物品都在搜救过程中被发现，並由媒體公開。
29年後的2014年8月12日，富士電視台所製播的特別節目裡公布了其中一位生還者所敘述的機內狀況，提到了「當時機內已經有數名乘客陷入昏迷」的新證詞。

## 搜救工作及過失

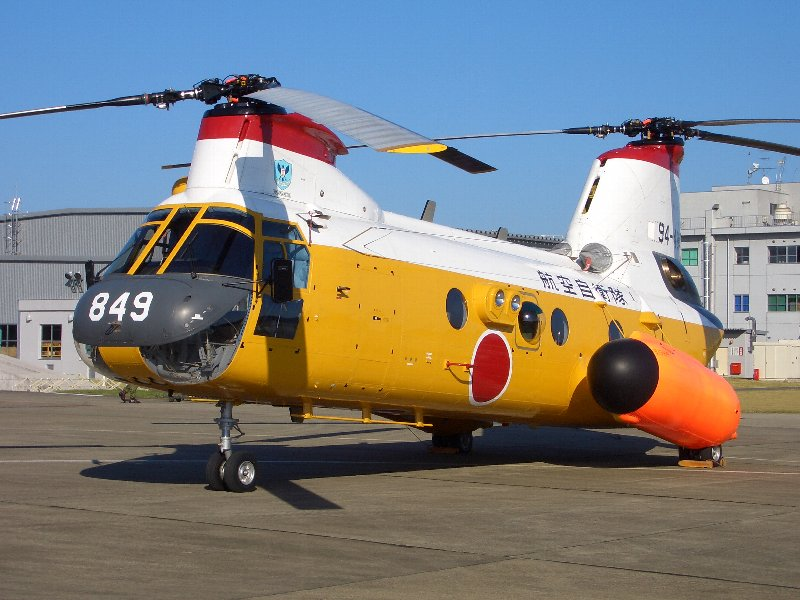
日本航空自衛隊救難隊KV-107直升机参与了其搜救工作

班機失事24分钟後（8月12日19:15），一架美军C-130運輸機发现失事地点，並將該位置通過無線電發送給日本和橫田空軍基地。失事后2小时，驻日美军提议空降两名人员到山上了解詳細狀況，並從橫田基地派出了一架UH-1 Iroquois直升機，但在半路收到「返回基地」的命令，日本表示由自衛隊接手搜救工作。由於失事現場位於山區，而且失事當時因降雨導致能見度不高，日本自衛隊的直升機認為沒有生還者跡象，不願冒險降落檢查。而陸路的搜救隊伍則因不相信有生還者存在，當晚並沒有連夜趕到現場搜救，而是在離失事現場63（39英里）遠的上野村聚落過夜，陸上自衛隊第1空降團由岡部俊哉二等陸尉及作間優一二等陸曹率領，於早上7時45分搭乘CH-47JA運輸直升機進入墜機現場，日本搜救隊內部出現種種混亂和延誤，最终導致搜救人員到隔天上午9點，即飛機失事14小时後才到達現場，喪失了寶貴的黃金救難時間。之后读卖新闻的直升机雖然也到达现场，但因該機不具备救援条件，同样在盤旋一段时间后离开。
據其中一名生還者落合由美所述，班機墜毀後數小時内仍有其他乘客生還，聽到周圍乘客的痛苦呻吟聲，但因無法即時獲得救援而不治身亡，導致最終只有4人生還（生還者之一的川上慶子指證，其父親與妹妹雖然在墜毀後生還，但均因救援遲遲未到在夜間因傷不治），不過在官方的事故調查書裡則認為除4名生還者外的其餘乘客已於事故发生后立即死亡。事后日本官方的搜救工作受到廣泛譴責，至今仍無法得知是谁拒绝了美军的救援请求，日本自卫队也无人承认曾下令美军撤离。
8月13日上午11點左右，長野縣警機動隊與上野村救難隊共發現4名生還者，均为女性：
- 落合由美：26歲（事发时年龄，下同），日本航空空服員（當日休假未執勤），被發現時被困在座位間。
- 吉崎博子：34歲。
- 吉崎美紀子：8歲，吉崎博子的女兒，被發現時母女一同被困在一處完整的飛機殘骸中。
- 川上慶子：12歲，被發現時被困在一處飛機殘骸下（"Air Disaster Volume 2"指出她被發現時在一棵樹的樹枝上），她於1985年11月22日从松江赤十字病院（日语：松江赤十字病院）出院，是最後一位出院的生還者。

四名生還者都坐在客機最後7排（第54－60排），因在墜毀時承受較少衝擊力而生還。

日航123班機座位表，尾端桃紅色座位為4名生還者座位。 - 英文版座位地图

此次事故后，吸取教训的日本自卫队购买了用于夜间巡逻和搜救的直升机，然而他们在此后的多次重大灾害救援活動中的表现仍遭日本民众诟病。

## 事故调查

波音747压力壁面板示意图

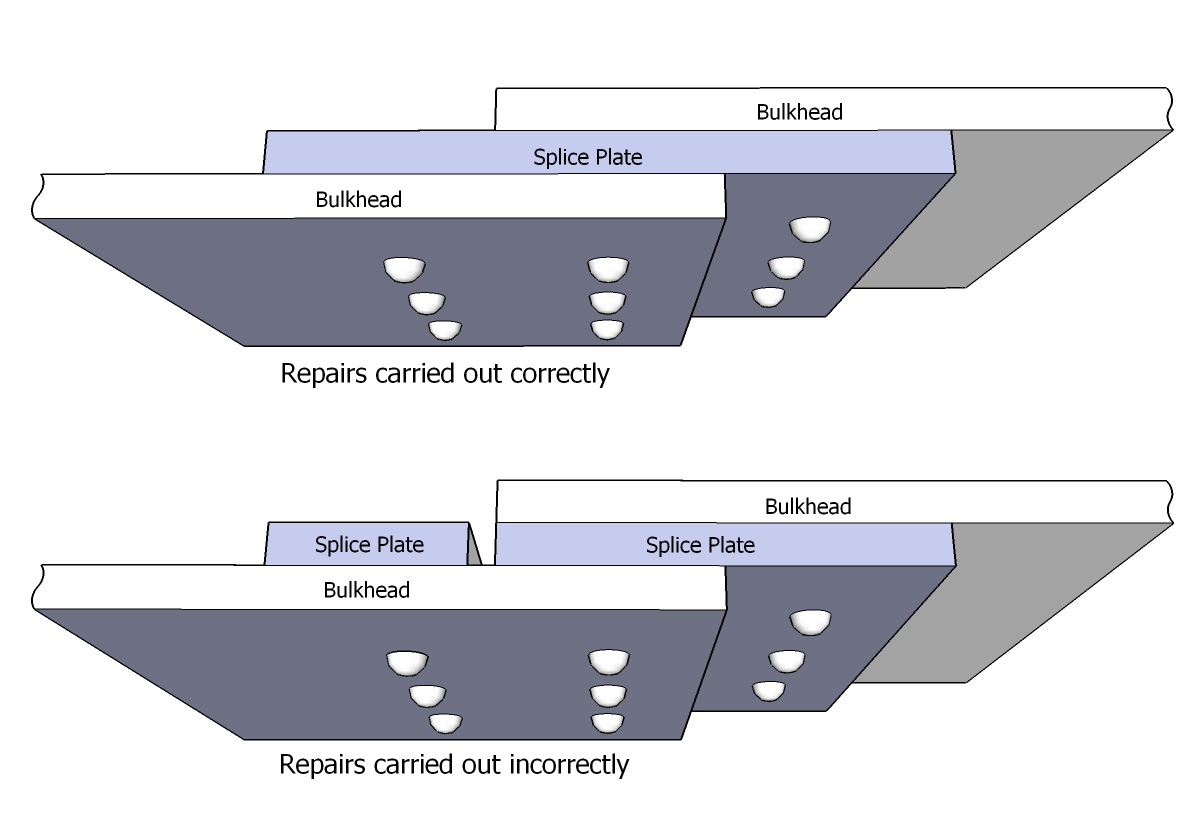
正確修復和錯誤修復示意圖

於事故中身亡的罹難者最終安置於群馬縣藤岡市的各中小學的室內體育場進行辨認。墜毀時因猛烈撞擊且發生大火，且因時值夏季，遺體腐敗得很快，造成大部份罹難者的遺體殘缺不全。由於當時DNA分型技術尚未成熟，因此日本政府動員了許多當地醫師以及全國的法醫和牙醫，協助在酷熱及屍臭之中辨認罹難者身份，辨識工作直到該年冬天才全部完成。
在调查开始时，日本官方将此次事故作为一次犯罪事件来处理，将失事现场作为犯罪现场封锁，并拒绝美国国家运输安全委员会（NTSB）及波音公司的调查人员介入调查。后来在NTSB主席親自寫信給日本政府，日本政府才同意美方人员在事發5天後进入调查现场，然而波音公司的人员被认为是嫌疑犯而受到监视無法自由行动，並需要於NTSB的陪同下方可進行調查，後而影响了调查的進度。
日本官方的航空與鐵道事故調查委員會，經過調查後，在1987年6月19日公佈的調查報告中做出三點結論：
1. 1978年6月2日，該飛機執飛JAL115航班在伊丹機場降落時曾損傷到機尾。
2. 機尾受損後，波音沒有妥善修補損傷區塊。在替換損傷的壓力壁面板時，應當使用一整塊接合板連接兩塊需要連接的面板，並在上面使用三排鉚釘固定，但維修人員使用了兩塊不連續的接合板，一塊上面有一排鉚釘，另一塊上面有兩排。這使得接合點附近金屬蒙皮所承受的應力明顯增加，對金屬疲勞的抵抗力下降了至少70%。在維修後幾年的飛航過程中，因客艙內部的多次加壓和減壓，導致此處的金屬疲勞不斷累積。依照事後調查人員的計算，這次錯誤修補只能承受10,000次左右的飛行，而班機失事時已經是該次錯誤修補後的第12,319次飛行。[17][16]
3. 飛機爬升至7,000公尺左右高空時，壓力壁面板累積的金屬疲勞達到了極限，無法再承受氣壓差而破裂。機艙內因此發生爆炸減壓，高壓空氣衝進機尾，直接將垂直尾翼吹落，連帶扯斷了主要的液壓管線，導致機師無法正常操控飛機。

失事班機上的飛行員與工程師，在幾近完全失控的情形下與飛機搏鬥了半小時，並在墜毀前一直試圖迴避綿延的山岳地形，表現出了過人的努力和技术。在事後調查階段，模擬當時狀況的調查員及機師沒有任何人能在同樣的情況下還能飛行半小時。不过当时机长在事故发生后表现出的反应迟缓，例如多次未对同事请求和塔台呼叫做出反应，以及操作失误，例如在高空缺氧下没有选择下降至可呼吸状态；飛航工程师提出使用氧氣面罩回答准許但没有执行；在已失去对飞机的控制后依然堅持选择返回羽田机场而非就近前往名古屋迫降，因此而有對機組人員批评的些許聲音，但考慮到機組人員始終處於高度緊張和跟操縱桿搏鬥的高壓狀態，且機艙失壓導致腦部極可能已缺氧，這些失誤並非难以理解。

## 事故影响

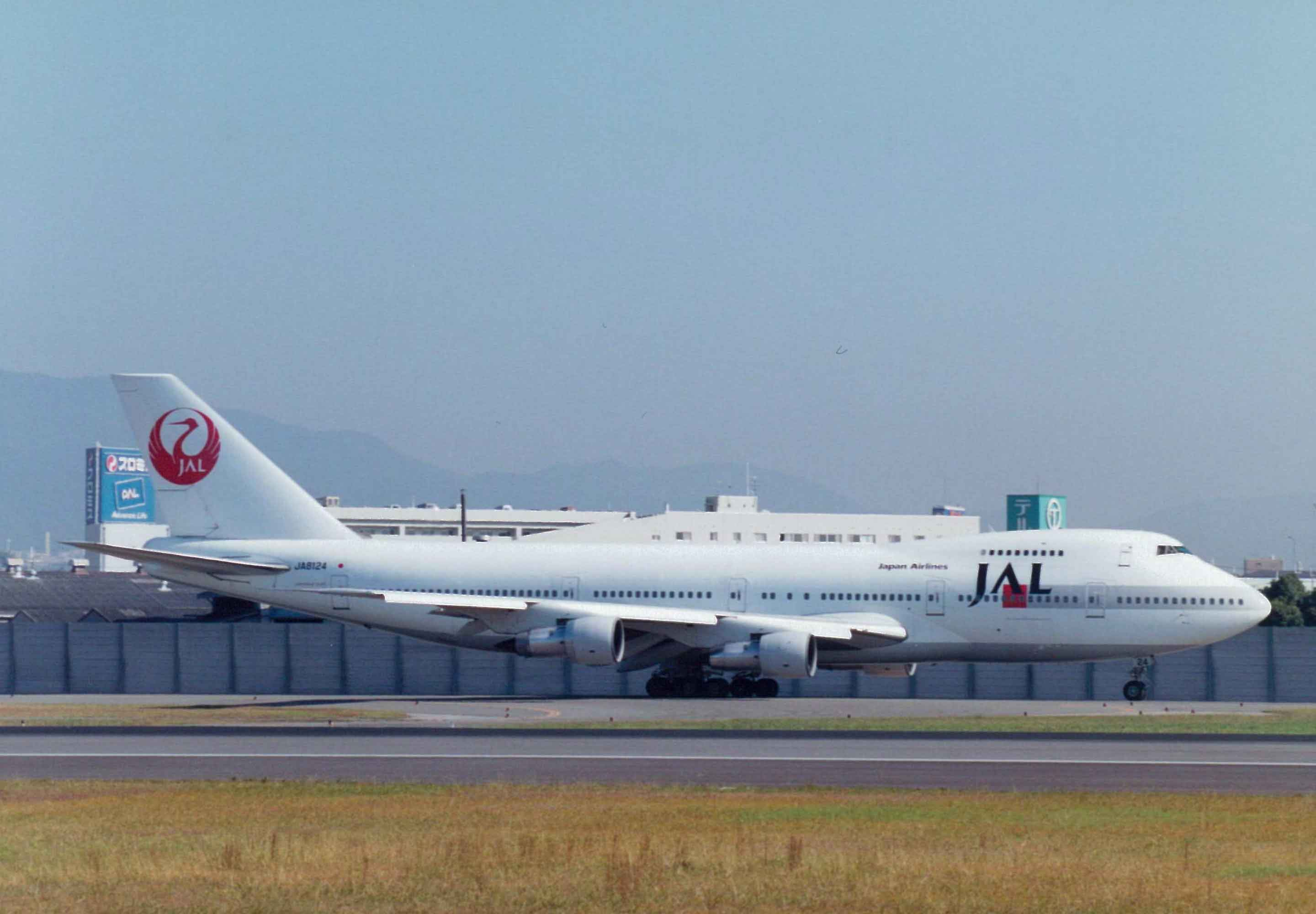
JA8124為日航最晚退役的747SR

- 波音因为维修不当造成此次空难，声誉受到影响。不过因为调查结果显示波音747并无重大的设计瑕疵，故该机型依然销售良好；為避免波音747因管線受損導致所有液壓控制皆失效，此後在每架747客機上的升降舵和下方向舵加裝了液壓閥。[17][16]
- 空難重挫了日本民眾對本國籍航空公司的信心，也使坂本九時代在同年10月1日終結，當時國內航線乘客數量大減三分之一。群馬縣警方以業務過失致死罪名將日航及波音公司的相關人員共20人移送前橋地檢署偵辦，但最後都獲不起訴處分。日航董事长，公司维修部经理、數名基層職員因此次事故引咎辞职以及日航的一位工程師更以自杀谢罪[20][21]，虽然他們與事故原因并无直接相關。而当时日本社会盛传事件内幕是波音为重要客户顶罪，導致日航订票率大幅下降，新幹線客流量在空難後也相應增長，事件也成為日本鐵道在1987年上半年民營化之導火線[22]；1986年，因部份乘客轉乘全日空，日航的新年假期海外航線乘客數在史上第一次少於前一年，日航直到多年后才从这次打击中恢复过来，事件也間接促成全日本空輸公司於1987下半年在香港投入服務之最大原因。
- 即使日航本身和空難原因無直接關聯，日航最終仍支付7.8亿日元慰問金給罹難者家屬。
- 本次空難令航空界開始研究液壓控制失效下的應變措施：1989年蘇城空難的機組人員就是基於該次空難後的教訓成功將飛機帶回機場，雖然飛機仍因迫降失敗翻覆，但過半數乘員仍得以生還；而2003年的DHL貨機巴格達遇襲事件更是民航史上第一宗大型噴射民航機在完全失去液壓控制情況下成功降落的事件。
- 日本航空自1985年9月1日起停用「123」航班班號，現今同時段航班（JAL127）多数时间是以A350-900型客機執飛。JL123這一班號亦空缺至今。
- 受此次空難的影響，日本航空其余的6架747SR（JA8122已出售）於1988年起陸續退役，其中最先引進的JA8117被改裝為航天飞机运输飞机，並在NASA服役至2012年[23]；JA8118則被波音公司用作金屬疲勞測試機，於試驗過後被拆毀。日航最後一架747SR（編號JA8124）於1994年退出日航機隊，退役時機齡已逾19年。[24]

## 乘客

### 著名遇难者
- 坂本九（歌手）
- 北原遥子（女演员，前寶塚歌劇團演員）[註 8]
- 中埜肇（阪神电气铁道専務执行铁道事業本部長，職業棒球阪神虎隊总经理）
- 浦上郁夫（好侍食品执行社長）
- 塚原仲晃（医学博士，大阪大学基礎工学部教授）
- 辻昌宪（前自行車运动员）
- 竹下元章（職業棒球广岛东洋鲤鱼隊前選手）
- 藤島克彦（文案）
- 緋本こりん（同人漫画家）

著名人物之家属
- 清國勝雄之妻与两子
- 吹田明日香之母
- 戴安娜·湯川之父湯川昭九

### 原定登機的著名人物

#### 改乘其他班機
- 明石家秋刀魚：曾多次乘坐同号班机，事发当日因《我们滑稽一族（日语：オレたちひょうきん族）》录制工作提前完成而改签至比JL123早出发的全日空班机，此后往来东京与大阪时均改乘新干线
- 麻実れい：因工作提前完成而改签至较早出发的班机
- 強尼·喜多川：原定乘坐8月12日的JAL123，因近藤真彦邀请其出席11日的记者会而提前一天前往大阪
- 深田恭子：當時2歲，原計劃與家人一起從羽田搭乘航班飛往大阪，因東京單軌電車羽田機場線列车延误而误机

#### 改乘東海道新幹線
- 逸見政孝（富士電視台主播）及其家人：8月12日原定乘坐JL123返乡，但因其妻对乘坐飞机的厌恶而以“新干线更便宜”为理由改乘光號列車返回大阪[25]
- 稻川淳二（日语：稲川淳二）：8月12日录制完节目后原定乘坐JL123赴大阪，但因身体不适未前往机场，次日清晨乘坐首班光號列車前往大阪

#### 取消行程
- 佐佐木正（日语：佐々木正）（时任夏普副社长）：因8月12日在东京与飛利浦高层会餐而取消当天傍晚前往大阪的行程
- 少年隊（錦織一清、植草克秀、東山紀之)，本來和強尼·喜多川一同搭乘，之後取消並留在東京。

## 後續事件

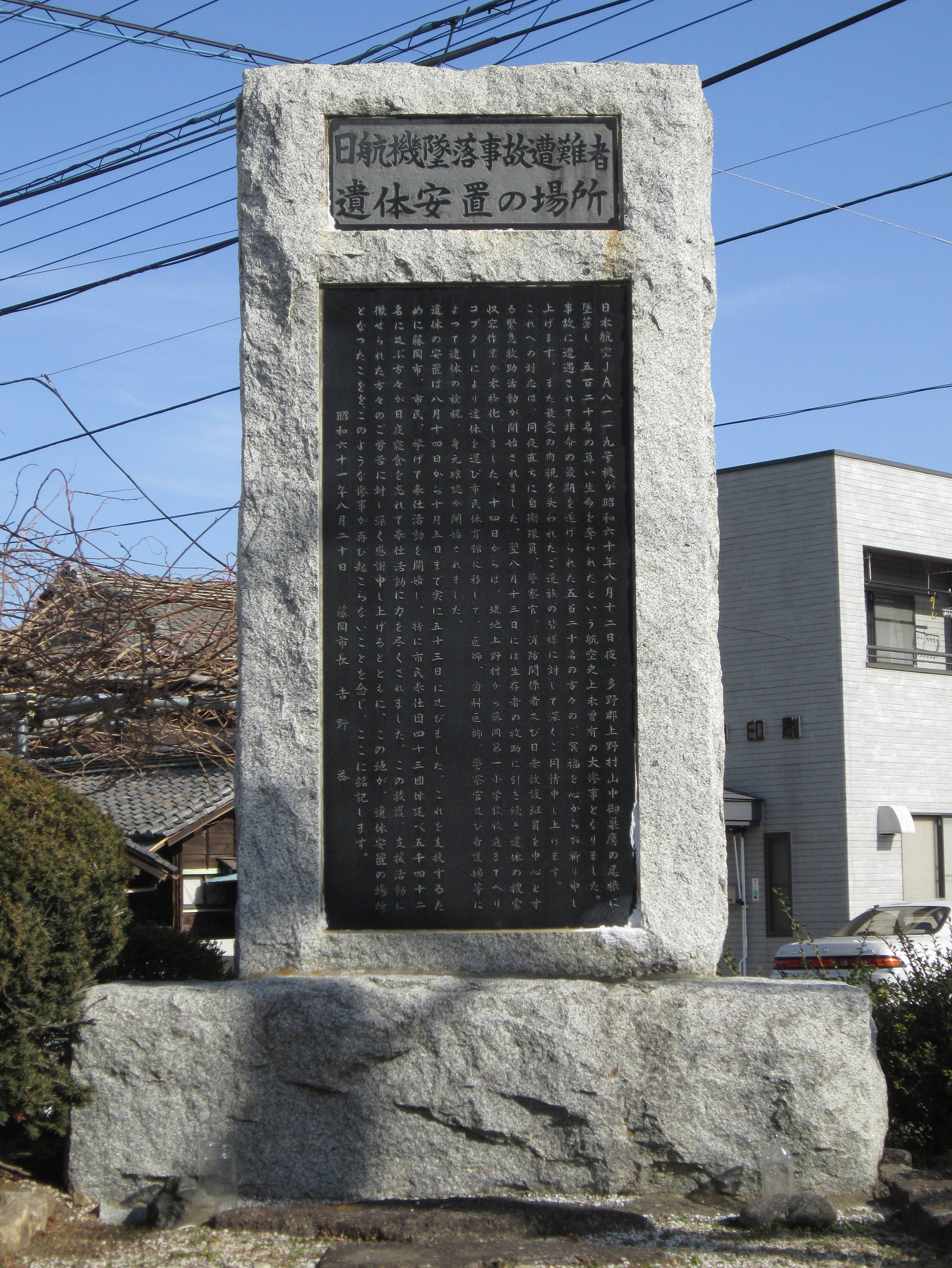
“日航飞机墜落事故遭難者遺体安置”纪念碑（藤岡市公民館）

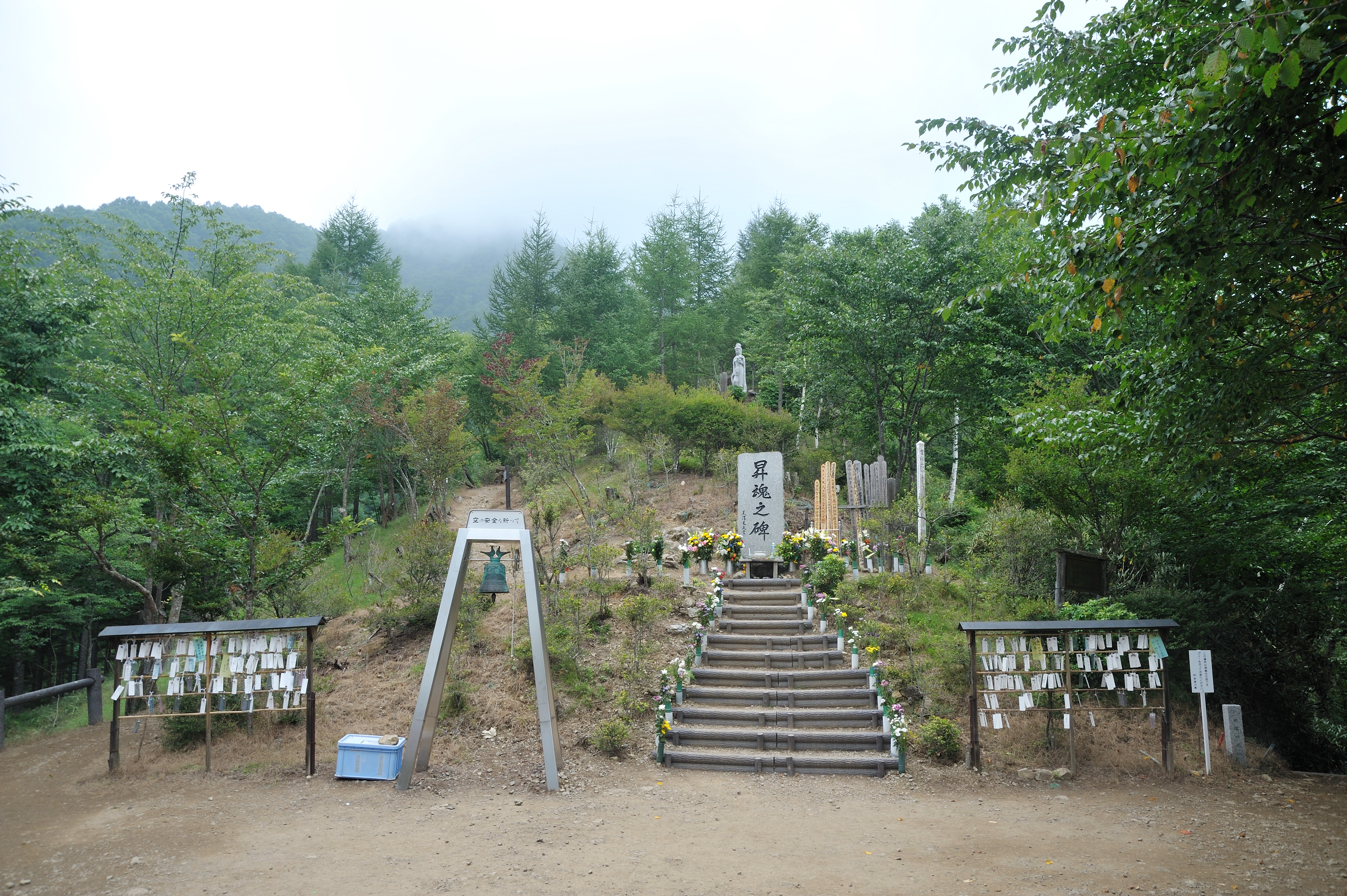
升魂之碑

1985年12月，本起空難的罹難者家屬組成了「812聯絡會」（8.12連絡会），宗旨為追查本次事故發生的真正原因與進行飛安相關研究。2009年3月，「812聯絡會」因對國際飛安有重大貢獻，獲得美國航空事故受害者協會（NADA）的最高榮譽「航空安全獎」。
1986年，事故地點所在地群馬縣多野郡上野村高天原山設立紀念碑「升魂之碑」（紀念碑設立點同時是當時臨時直昇机場，同時亦是遺體從現場運離的場所)，由當時日本海軍少校退役的上野村村長黑澤丈夫提字。而當地的步道和山區被命名為御巢鷹之山脊，之後交由財團法人「慰靈之園協會」雇用當地居民整理事故現場，並於每年事故發生之日的8月12日舉辦慰靈登山活動；部份的飛機殘骸以及相關文書資料則移至日航於2006年建立的安全推廣中心作永久保存及展示。
1999年，日本著名作家山崎豐子發表新作《不沉的太陽》。其主角以前日航工會會長小倉寛太郎為藍本，主要描寫日本航空內部的企業文化以及權力鬥爭，故事中段並有大量關於此空難的情節。
2000年8月，《每日新聞》報導運輸省航空事故調查委員會將把保存期限即將到期的資料全數銷毀，引起要求重新調查的罹難者家屬與相關人士撻伐；不過在本則報導前一個月，從飛行紀錄儀轉錄的事故當時駕駛艙与地面通訊內容的錄音帶因不明原因流出至各大媒體，並在該年8月8日由各新聞台向全國民眾公開。
2003年，日本知名推理小說家橫山秀夫發表了小說《高度狂热》，敘述報導該次空難的記者群。
2005年（事故屆滿20週年），事故地點舉辦放水燈儀式追思會，罹難者湯川昭九的女兒戴安娜·湯川回到日本，在追思儀式現場演奏小提琴。儀式中也播放了罹難者坂本九所演唱的成名曲《仰望夜星》。
2006年8月，由於罹難者家屬年事漸高，為縮短高天原山登山口至「昇魂之碑」的距離，上野村公所決定開放事故地點附近的防砂壩工程用道路、村道與林道供慰靈者使用。
2015年7月17日，日本航空空服員共50人前往「昇魂之碑」參拜，受訪的空服員表示必需要記取此事件的教訓，每一次的飛行都要非常慎重。
2015年8月12日（空難30週年）當天清晨，罹難者家屬登上當時墜機處的群馬縣上野村高天原山，以追悼在這場空難中罹難的家屬與親人；當天共有75個家族，計302人進行了慰靈登山活動。日本航空的社長植木義晴也前往獻花致意，傍晚並於慰靈之園舉辦追悼慰靈儀式。
日本歌手角松敏生的歌曲《Ramp In》和韓國歌手路易（루이）的歌曲《淚》（루）之音樂錄影帶也借此事故作背景，並紀念事故的罹難者。其中《Ramp In》更於1990年代於富士電視台用作收台的背景音樂，播映羽田機場飛機升降為背景。
2020年8月5日深夜左右，推特上的日本航空迷、飛機愛好者群體們突然議論紛紛，因為許多人在航空資訊App「Flightradar24」上都同時發現了一架編號為「JL123」的日本航空波音777班機在成田機場的地面上滑行，約半小時後從雷達上消失。後日航表示由於飛機於地面保養、測試或轉移時仍需設定一組臨時航班編號，在0000-9999這一萬組可用數字中，工作人員「偶然」使用了0123這個編號，導致看似「幽靈航班」現身成田機場的騷動。實際上「JL123」的消失，只是因為這架飛機在5日深夜完成整備後，即將在次日早上11點執飛前往新加坡的下一個固定航班（JL711）而已，之後日航表示日後會檢討內部設定航班編號的規則，避免類似事件重演，並就這次騷動致歉。

## 相關紀錄片
- 此次空難被國家地理頻道製播為《重返危機現場》的第六季第六集「Terrified Over Tokyo」。
- 探索頻道以部份形式製播為《空難事件簿（英语：Aircrash Confidential）》的「Maintenance Failure」。
- 事件也收錄於國家地理頻道和探索頻道均有播放的《空中浩劫》第三季第三集「Out of Control」，并在第二十三季被重製。
- 2005年8月12日，日本TBS電視台根據此一空難發生後的真相調查，以及遺族的心路歷程製作的半紀錄片型式特別節目（座艙通話記錄器～殘存的聲音紀錄～巨無霸客機墜毀第20年的真相）。
- 2015年8月12日，日航巨無霸客機墜落事故30年的真相
- 2018年8月16日日本富士电视台以遺族的心路歷程製作半紀錄片型式特別節目「來自123航班的訊息~33年的真相」

## 腳註

### 事故調査報告書來源
事故調査報告書
1. 1 2  報告書 1987，第6–8頁 (2.1 飛行の経過)
2. ↑  報告書 1987，第128頁 (4.2 原因)
3. 1 2  報告書 1987，第17–19頁（2.7 航空機に関する情報）
4. ↑  報告書 1987，第101–104頁（3.2.2 昭和53年大阪国際空港における事故による損壊の修理作業並びにその後の事故機の運航および整備点検について）
5. 1 2 3 4  報告書 1987，第14–17頁 (2.6 乗組員に関する情報)

事故調査報告書 別添
1. ↑  報告書 1987，第257–258頁（別添3.2.2 S位置化粧室不具合の調査）

### 來源
1. ↑  Ranter, Harro. . aviation-safety.net. Aviation Safety Network.   [June 15, 2009]. （原始内容存档于May 10, 2022）.
2. ↑  運輸省航空事故調査会『別冊　航空事故調査報告書付録（JA8119に関する試験研究資料）』「付録6　DFDRに基づく事故機の飛行状況及び飛行経路について」p.95
3. ↑  . 時事ドットコム.   [2024-08-12]. （原始内容存档于2024-08-12） （日语）.
4. ↑  門田隆将 2010.
5. ↑  美谷島邦子 2010.
6. ↑  . 運輸安全委員会. 2011-07-29  [2020-03-12].
7. ↑  . Planespotters.net.   [2014-01-09]. （原始内容存档于2014-01-09）.
8. ↑  . 航空安全網.   [2014-01-09]. （原始内容存档于2011-09-06）.
9. ↑  杉野計雄『撃墜王の素顔 海軍戦闘機隊エースの回想』光人社 P97
10. ↑  帰還することが困難な場所から / 椹木野衣（「新潮」2015年10月号より転載） - 新潮社
11. ↑  Cineflix, Stone City Films.  (documentary TV series). 2006.
12. ↑  "524 killed in worst single air disaster （页面存档备份，存于）." The Guardian.
13. ↑  . 產經新聞. 2017-08-12  [2018-05-21]. （原始内容存档于2018-05-21） （日语）.
14. ↑  Hood, Christopher P., Dealing with Disaster in Japan: Responses to the Flight JL123 Crash （页面存档备份，存于）, (2011), Routledge, ISBN 978-0415456623 (hard back), ISBN 978-0415705998 (paper back). eBook also available.: p. 45 （页面存档备份，存于）.
15. ↑  Antonucci, Michael. . Pacific Stars and Stripes. 1995-08-27: 1,6. （原始内容存档于2019-08-12）.
16. 1 2 3 4 5 6  國家地理頻道《重返危机现场》第六季:日本航空123号班机
17. 1 2 3 4 5 6 7 8  電視節目《空中浩劫》（Air Crash Investigation）第三季第四集「Out of Control」。
18. ↑  . 人民網轉述自读卖新闻. 2011-07-15  [2014-02-05]. （原始内容存档于2016-03-04） （中文（中国大陆））.
19. 1 2 3  富士电视台日航墜落事故33年「来自123航班的信息~33年的真相」
20. ↑  New York Times "J.A.L. Official Dies, Apparently a Suicide" （页面存档备份，存于）, September 22, 1985
21. ↑  The Associated Press "ENGINEER WHO INSPECTED PLANE BEFORE CRASH COMMITS SUICIDE" （页面存档备份，存于）, March 18, 1987
22. ↑  . 國土交通省.   [2017-02-24]. （原始内容存档于2021-01-01） （日语）.
23. ↑  [JAL、航空機の歴史 (6) ジャンボ機の導入と競争の激化で、新しい機内サービスが誕生!  错误：{{Lang}}：无效参数：|3=（帮助）（日語）
24. ↑  . FlyTeam(フライチーム).   [2014-04-06]. （原始内容存档于2021-01-01）.
25. ↑  逸見政孝. . ネスコ. 1993-3-31: 130. ISBN 4890368485 （日语）.
26. ↑  日航ジャンボ機墜落事故から8月で30年　社員らが慰霊の園を訪問 的存檔，存档日期2015-07-21.
27. ↑  .   [2015-08-12]. （原始内容存档于2021-01-13）.
28. ↑  . 自由評論網. 2020-08-07. （原始内容存档于2021-03-10） （中文（臺灣））.

### 其他
1. ↑  有意見指出其中一位懷有一胎的孕婦死亡，若要連嬰靈都算，那就是521位，慰靈之園的石碑上刻有521人（包括嬰靈）的姓名。

### 事故調査報告書
- . 運輸省航空事故調査委員会. 1987-06-19. NDL 87051796.
- . 運輸省航空事故調査委員会. 1987-06-19.
- (PDF). 運輸安全委員会. 2011-07-29.
- 柳田邦男.  (PDF). 運輸安全委員会. 2011-07.

### 勧告、建議
- . 運輸省航空事故調査委員会. 1987-06-19  [2020-05-12].
- . 運輸省航空事故調査委員会. 1987-06-19  [2020-05-12].

### 公式記録
- 群馬県総務部消防防災課 (编). . 群馬県. 1986-03. NDL 86051691NDLJP: 9673080.
- 日本赤十字社振興部報道課 (编). . 日本赤十字社. 1986. NDL 99015336.

### 書籍
- 加藤寛一郎（航空工学者・東京大学名誉教授）
  - . 講談社＋α文庫. 講談社. 2004-06-20 [1987]. ISBN 9784062568548.
  - . だいわ文庫. 大和書房. 2006-06-15. ISBN 9784479300335.
- 杉江弘（元日本航空機長）
  - . 講談社. 2003-04-21. ISBN 9784062118002.
  - . キャンブックス. JTBパブリッシング. 2016-08-01. ISBN 9784533113192.
  - . 宝島社. 2017-12-08. ISBN 9784800278456.
- 藤田日出男（元日本航空副操縦士・航空ジャーナリスト）
  - 『隠された証言―JAL123便墜落事故』新潮社、2003年8月。ISBN 4-10-462001-7。文庫版　2006年8月。ISBN 4-10-129351-1。
  - 『あの航空機事故はこうして起きた』新潮社、2005年9月。ISBN 978-4-10-603556-2。
- 河村一男（元群馬県警察本部長）
  - . イーストプレス. 2004-08-01. ISBN 9784872574487.
  - . イーストプレス. 2005-07-01. ISBN 9784872575743.
- 飯塚訓（元群馬県警察高崎警察署身元確認班長）
  - . 講談社+α文庫. 講談社. 2015-06-23 [1998]. ISBN 9784062816007.
  - . 講談社+α文庫. 講談社. 2015-07-23 [2001-05-30]. ISBN 9784062816014.
- 朝日新聞社会部 (编). . 朝日文庫. 朝日新聞社. 1990-08-01 [1985-12]. ISBN 9784022606068.
- 鶴岡憲一、北村行孝（元読売新聞記者）
  - 鶴岡憲一; 北村行孝. . 読売新聞社. 1991-07-17. ISBN 9784643910599.
  - 北村行孝; 鶴岡憲一. . 花伝社. 2015-08-12. ISBN 9784763407498.
- 堀越豊裕（共同通信社本社外信部次長）. 平凡社新書. 平凡社. 2018-07-13. ISBN 9784582858853.
- 吉岡忍（ノンフィクション作家）. 新潮文庫. 新潮社. 1989-07-27 [1986-08]. ISBN 9784101163116.
- 門田隆将（ノンフィクション作家）. 集英社. 2010-08-05. ISBN 9784087805765.
- 美谷島邦子（遺族、8・12連絡会事務局長）. 新潮社. 2010-06-01. ISBN 9784103254218.
- 川北宇夫（遺族）. 文藝春秋. 1992-03-01. ISBN 9784163462103.
- 遠藤信介. . 公益社団法人日本航空技術協会. 2018-01-31. ISBN 9784902151930.

## 外部連結
- （英文） Aircraft Accident Report （页面存档备份，存于） - Aircraft Accident Investigation Commission (航空事故調査委員会) (East Asian fonts may need to be installed)
- （日語） Aircraft Accident Report （页面存档备份，存于） - Aircraft Accident Investigation Commission
- 日航機墜落事故　東京-大阪123便　新聞見出しに見る20年間の記録：JAL123事故20年來相關報導收集。
- 日航機JAL123便墜落までの記録：JAL123的航跡與座艙通話的Flash動態示意圖。
- 日航123便（JA8119）御巣鷹山墜落事故の真実
- 航空事故調査報告書概要（Aircraft Accident in Japanより）
- 航空事故調査報告(PDF)（国土交通省 航空・鉄道事故調査委員会より）
- ボイスレコーダー音声
- 日航機墜落、その時新聞は----
- Airliners.net JA8119失事前的照片 （页面存档备份，存于）
- Flyteam JA8119失事前的照片 （页面存档备份，存于）
- JAL123號班機的機組人員名單及照片
- JAL123機上所有人員名單
- JAL123 CVR（cockpit voice recorder）transcript （页面存档备份，存于）
- 未来検索netTV「ＪＡＬ安全の翼へ｣-日本航空安全啓発センター （页面存档备份，存于）
- YouTube上的淚~大阪空難紀念/路易(song) 
- YouTube上的JAL123东京管制通讯记录
- 青山貞一・池田こみち・鷹取敦：日航機事故解明の課題５(墜落前後の時系列整理) （页面存档备份，存于）